# Chris Creveling
Christopher Creveling (Flemington, 29 dicembre 1986) è un pattinatore di short track statunitense.

## Biografia
Ha iniziato a pattinare sulle rotelle perché i genitori gestivano una pista di pattinaggio. Nel pattinaggio di velocità in linea ha vinto una medaglia d'oro ai Campionati mondiali del 2004. A partire dal 2007 si è dedicato allo short track, con l'obiettivo di partecipare alle Olimpiadi.

## Palmarès

### Olimpiadi
- 1 medaglia:
  - 1 argento (5000 m staffetta a Soči 2014).